# João Mamede Filho

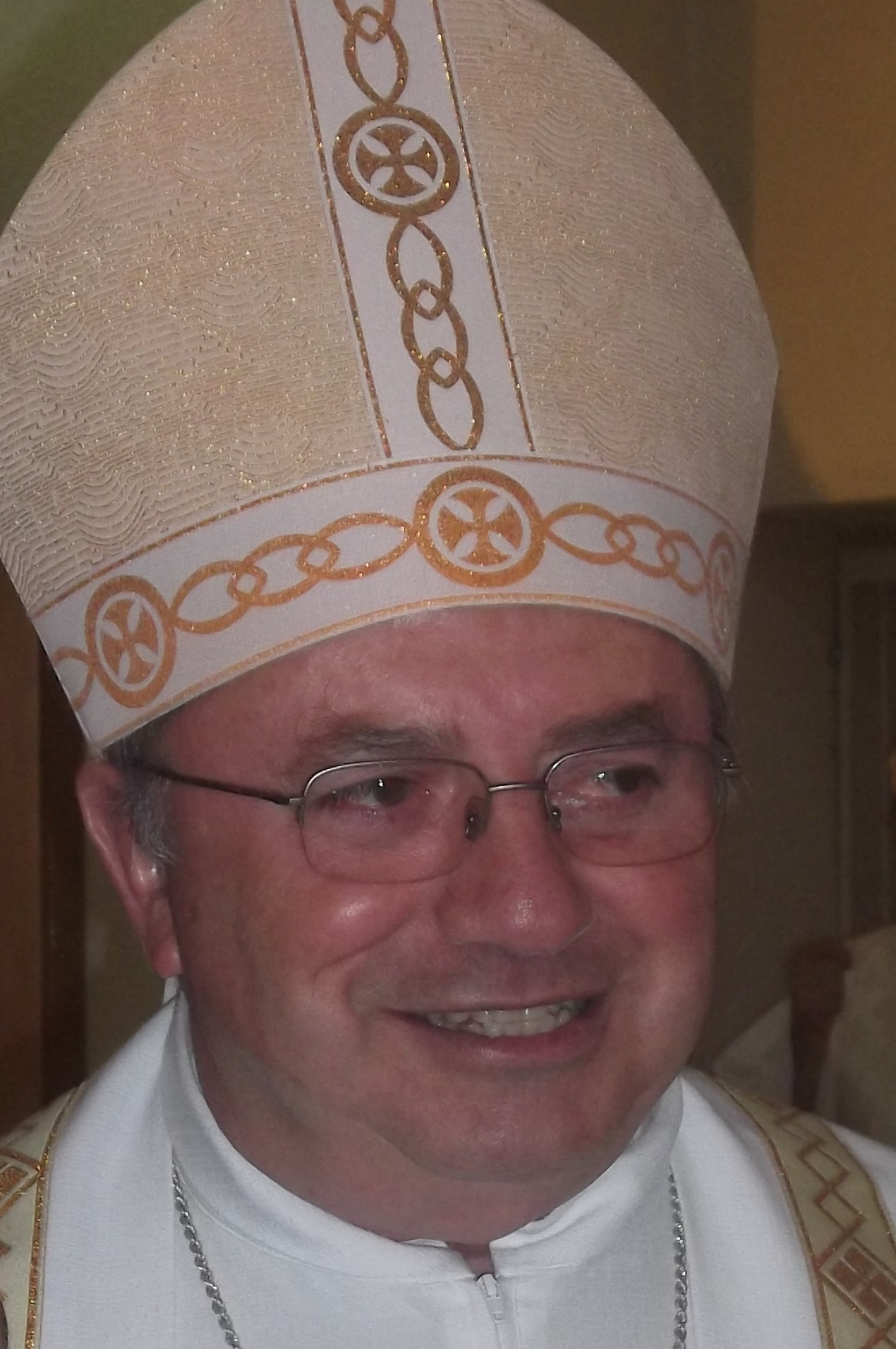
João Mamede Filho

João Mamede Filho OFMConv (* 21. August 1951 in Caçapava) ist ein brasilianischer Ordensgeistlicher und römisch-katholischer Bischof von Umuarama.

## Leben
João Mamede Filho trat der Ordensgemeinschaft der Minoriten bei und legte die Profess am 20. Februar 1974 ab. Am 21. April 1978 empfing er von Cláudio Hummes OFM, damals Bischof von Santo André, die Priesterweihe.
Papst Benedikt XVI. ernannte ihn am 26. April 2006 zum Titularbischof von Aquae Albae in Mauretania und zum Weihbischof im Erzbistum São Paulo. Der Erzbischof von São Paulo, Cláudio Kardinal Hummes OFM, spendete ihm am 1. Juli desselben Jahres die Bischofsweihe; Mitkonsekratoren waren Fernando Mason OFMConv, Bischof von Piracicaba, und Carmo João Rhoden SCI, Bischof von Taubaté. Als Wahlspruch wählte er No Evangelho força de Deus („im  Evangelium Gottes Kraft“).
Am 24. November 2010 wurde er zum Bischof von Umuarama ernannt. Papst Franziskus ernannte ihn am 20. November 2019 zusätzlich für die bis zum 15. August des folgenden Jahres andauernde Zeit der Sedisvakanz zum Apostolischen Administrator des Erzbistums Maringá.